# デンジャラス・ラン
『デンジャラス・ラン』（原題: Safe House）は、2012年制作の南アフリカ共和国合作のスパイ・サスペンス・アクション映画作品。デンゼル・ワシントン（兼・製作総指揮）、ライアン・レイノルズ出演。PG12指定。

## あらすじ
元CIA工作員トビン・フロストは組織を裏切ったため、4大陸の世界36カ国で指名手配され、10年間も逃亡を続けていた。南アフリカ共和国でフロストはMI-6の旧友から極秘情報のデータファイルを受け取るが、謎の追手の一味に命を狙われ、ケープタウンのアメリカ領事館に逃げ込み出頭する。一方、ケープタウンのCIAの隠れ家「セーフハウス」では、各施設に1人配属される管理人、通称「客室係」であるマット・ウェストンが退屈な任務に不満を感じていた。
CIAはフロストをマットのセーフハウスに収監し尋問を始めるが、直後に謎の傭兵部隊が施設を襲撃し、フロストとマット以外は全員殺されてしまう。突然の出来事にとまどいながらも、マットはフロストに手錠をかけて連行し、施設から脱出に成功する。CIA本部の指示で他の隠れ家へフロストを連行することになるマットだが、一方でフロストの話術によってCIAに疑念を抱き始める。そんな中、移動経路に選んだワールドカップ開催中のスタジアムでフロストは誘拐の被害者を装い、地元警察を利用して逃走を図る。マットは拘束から逃れつつフロストを追うが、発砲する地元警察に反撃して警官を射殺してしまう。任務から外されたマットだが、自力でフロストを捕らえるため単独行動を開始し、恋人のアナに別れを告げる。
フロストはスラム街に住む旧友と再会し偽の身分証を作ってもらうが、傭兵部隊に襲撃され銃撃戦となる。追い詰められるフロストだが、そこに行き先を突き止めたマットが現れフロストを援護する。銃撃戦の末、マットは傭兵の1人を拘束すると雇い主がCIAの人間であることを聞き出す。傷の手当てをする間、フロストは自身の過去を語り、CIAも決して清廉潔白ではないことを告げる。マットは南アフリカ郊外のセーフハウスにたどり着くと、再びフロストに手錠をかける。移送部隊を待つ間に休息を取るマットだが、突然そこの客室係に襲われ、死闘の末に重症を負ってしまう。マットは体を引きずってフロストのもとへ向かうと、ケープタウンに現れた目的はデータファイルの入手であり、それには世界中の諜報機関の汚職工作員リストが入っていることを明かされる。フロストはマットから手錠の鍵を渡されると、彼をその場に残して去っていく。
CIAは事態収拾のため幹部のキャサリン・リンクレイターと、同じく幹部でマットの上司デヴィッド・バーローを南アフリカに派遣していた。しかし、デヴィッドは移動中にリンクレイターを射殺する。隠れ家で目覚めたマットの前にはデヴィッドが傭兵部隊と共におり、自身も汚職を行っていることを認めるとフロストの行き先を尋ねる。隠れ家に潜んでいたフロストは傭兵部隊を襲撃し全滅させ、マットのもとに向かい一緒に移動しようとするが、傷が浅かったデヴィッドに撃たれてしまう。マットは近寄ってきたデヴィッドを射殺すると、フロストから汚職工作員リストを託される。フロストはマットが正しい人間になることを望み息を引き取った。
CIA本部に帰還したマットはデヴィッドの悪行を記述した報告書を提出するが、副長官は国家の為にそれをもみ消すと語る。続けて副長官はフロストが持っていたデータファイルについて尋ね、それを外部に漏らせば世界中の諜報機関が敵になると脅すが、マットは知らないと嘘を吐き通す。CIA本部を後にするマットは汚職工作員リストをマスコミにリークして大騒ぎになる。その頃マットはアナがいるパリにいた。

## キャスト
- トビン・フロスト - デンゼル・ワシントン： 国際指名手配犯。伝説のCIA元工作員。組織を裏切った過去があり、危険人物として10年以上逃亡している。
- マット・ウェストン - ライアン・レイノルズ： 新米CIA工作員。隠れ家の「客室係」。自分のやりたいようにできない現状に不満を抱いている。
- キャサリン・リンクレイター - ヴェラ・ファーミガ： CIA職員。
- デヴィッド・バーロー - ブレンダン・グリーソン： CIA職員。マットの上司。
- ハーラン・ホイットフォード - サム・シェパード： CIA副長官。
- カルロス・ビラル - ルーベン・ブラデス： 名うての書類偽造屋。フロストの古い友人。
- アナ・モロー - ノラ・アルネゼデール： マットの恋人。フランス国籍の研修医。
- ダニエル・キーファー - ロバート・パトリック： 尋問チーム（GRS）のリーダー。
- アレック・ウェイド - リアム・カニンガム： MI-6職員。フロストの仲間。
- ケラー - ヨエル・キナマン： マットがフロストを連れて来た隠れ家の客室係。
- ヴァルガス - ファレス・ファレス： フロストを付け狙う殺し屋。傭兵部隊を率いて、フロストへの襲撃を繰り返す。

## 日本語吹替
| 役名                       | 俳優                   | 日本語吹替                                                       | 日本語吹替                                                                 |
| 役名                       | 俳優                   | ソフト版                                                         | BSジャパン版                                                               |
| -------------------------- | ---------------------- | ---------------------------------------------------------------- | -------------------------------------------------------------------------- |
| トビン・フロスト           | デンゼル・ワシントン   | 小山力也                                                         | 大塚明夫                                                                   |
| マット・ウェストン         | ライアン・レイノルズ   | 松本保典                                                         | 加瀬康之                                                                   |
| キャサリン・リンクレイター | ヴェラ・ファーミガ     | 田中敦子                                                         | 山像かおり                                                                 |
| デヴィッド・バーロー       | ブレンダン・グリーソン | 宝亀克寿                                                         | 玄田哲章                                                                   |
| ハーラン・ホイットフォード | サム・シェパード       | 樋浦勉                                                           | 野島昭生                                                                   |
| カルロス・ビラル           | ルーベン・ブラデス     |                                                                  | 辻親八                                                                     |
| アナ・モロー               | ノラ・アルネゼデール   | 嶋村侑                                                           | 小松由佳                                                                   |
| ダニエル・キーファー       | ロバート・パトリック   | 大塚芳忠                                                         | 田中正彦                                                                   |
| アレック・ウェイド         | リアム・カニンガム     |                                                                  | 梅津秀行                                                                   |
| ケラー                     | ヨエル・キナマン       |                                                                  | 小松史法                                                                   |
| ヴァルガス                 | ファレス・ファレス     | 板取政明                                                         |                                                                            |
| 日本語版その他出演         |                        | 伊勢文秀 榊原奈緒子 こねり翔 鈴森勘司 一杉佳澄 上坂都子 北村謙次 | 赤城進 河本邦弘 名村幸太朗 祐仙勇 上住谷崇 三瓶雄樹 原島梢 早川舞 石井未紗 |
|                            |                        |                                                                  |                                                                            |
| 演出                       | 演出                   | 市来満                                                           | 高桑一                                                                     |
| 翻訳                       | 翻訳                   | 高師たまみ                                                       | 高師たまみ                                                                 |
| 制作                       | 制作                   | スタジオザウルス くりぷろ                                        | HALF H・P STUDIO BSジャパン                                                |
| 初回放送                   | 初回放送               |                                                                  | 2018年8月8日 『シネマクラッシュ』 20:00-21:54                              |

## 評価
制作費8,500万ドルに対し、興行成績は2億800万ドルをあげた。
批評家の反応は芳しくない。映画批評サイトのRotten Tomatoesでは、183件のレビューで評価は53%、平均点は5.7/10である。また、Metacriticでは、36件のレビューで加重平均値は53/100である。